# Trichomycterus reinhardti
Trichomycterus reinhardti es una especie de peces de la familia Trichomycteridae en el orden de los Siluriformes.

## Morfología
• Los machos pueden llegar alcanzar los ,5 cm de longitud total.

## Distribución geográfica
Se encuentra en la cuenca del  São Francisco en Brasil.